# ورم أرومي بالغدة التناسلية
الورم الأرومي بالغدة التناسلية هو ورم يحتوي على مكونات غدية متعددة، كالخلايا الجرثومية الابتدائية الكبيرة، وخلايا سرتولي غير الناضجة، والخلايا المحببة وخلية سدوية.